# شازند
شازَند یکی از شهرهای شهرستان شازند در استان مرکزی در کشور ایران است که در نزدیکی کلان‌شهر اراک و در فاصلهٔ ۳۰ کیلومتری از آن قرار گرفته‌است. شازند از شمال با اراک، از جنوب با ازنا، از شرق با خمین و از غرب با بروجرد و ملایر هم‌مرز است. در لغت‌نامهٔ دهخدا در شرح این شهر آمده‌است: همان ادریس آباد سابق است. نام ایستگاه راه‌آهن میان سمنگان و نورآباد است که در ۳۵۴ هزارگزی ایستگاه راه‌آهن اراک واقع است. کارخانهٔ قند شاهی به سال ۱۳۱۵ ه‍.ش به علت مساعد بودن آن ناحیه برای کشت چغندر به این محل منتقل شد.

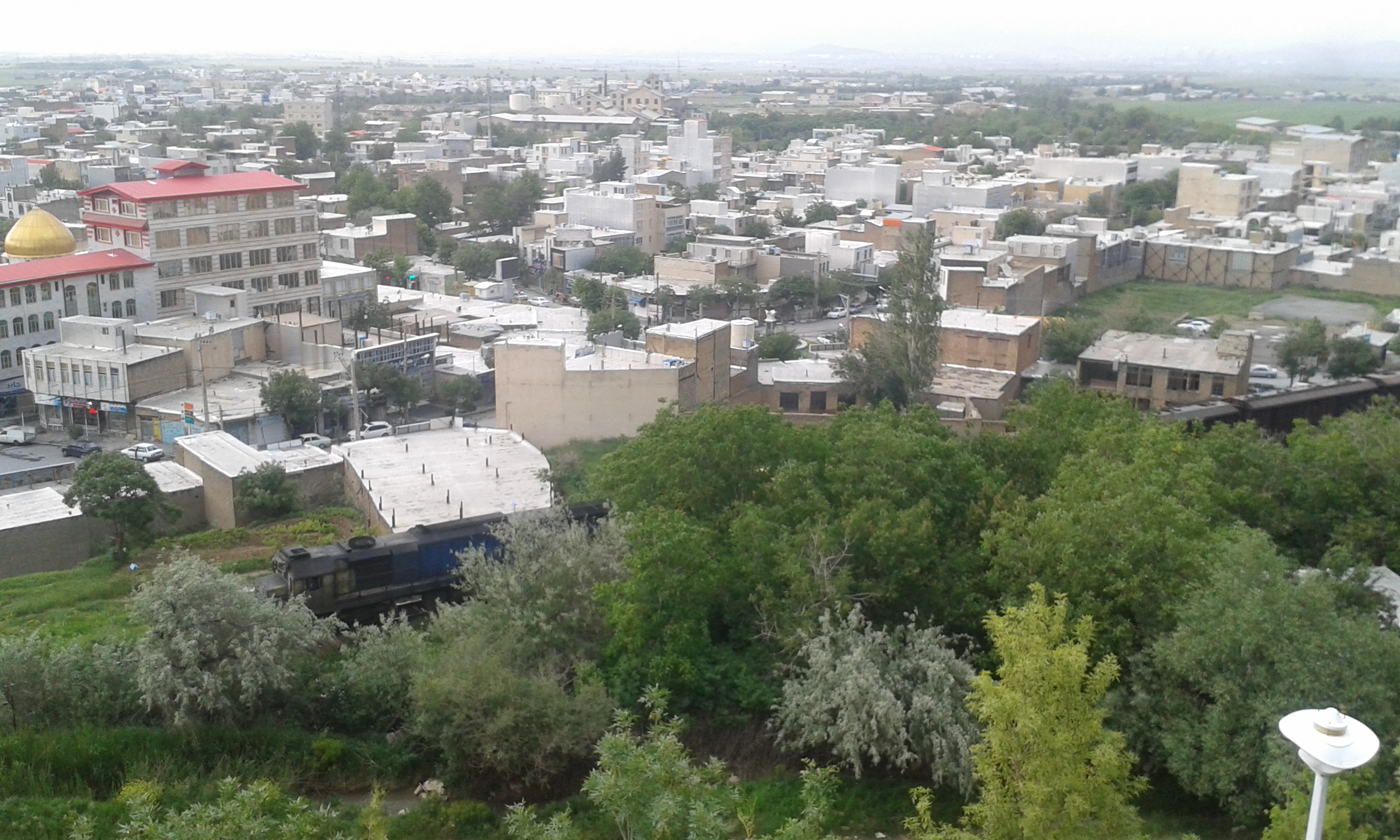
نمایی از عبور قطار

## ریشه‌شناسی نام
شازند تا قبل از سال ۱۳۱۷ شمسی و عبور و ساخت ایستگاه راه‌آهن سراسری در زمان رضا شاه بنام ادریس آباد شناخته می‌شد و پس از آن نام شازند برای ایستگاه تعیین ودر پی آن تصمیم گرفته شد که نام ادریس آباد را نیز به شازند تغییر دهند و علت انتخاب مجاورت آن با کوه شاه (کیخسرو) بود که بر بالای آن غار شاه زنده یا غار کیخسرو قرار دارد و به ارتفاع حدوداً …۳ متر است و در شاهنامه کیخسرو پسر سیاوش که از سوی مادر نوه افراسیاب پادشاه توران و سوی پدر نوه کیکاوس پادشاه ایران است از اداره امور مملکت کنار گرفته و از این رو لهراسب را به جانشینی خود انتخاب می‌کند و پس از وداع با رستم به همراه شش نفر از نزدیکترین یارانش که همگی معروفترین پهلوانان ایرانی هستند راهی منطقه شازند می‌شوند که منطقه‌ای مذهبی است طوس، گیو، فریبرز، بیژن، گستهم و نیو در این سفر کیخسرو را همراهی می‌کنند.
شاه عارف و همراهانش به کرانه کوه شاه واقع در روستای بادامک در حاشیه شهر شازند می‌رسند در اینجا شاه یاران خود را رها کرده و از کوه بالا می‌رود و وارد غار می‌شود که این غار اکنون از اماکن مهم مذهبی زرتشتیان جهان است.

## پیشینه تاریخی
اولین سند تاریخی که دربارهٔ شکل‌گیری شهر شازند در منابع مکتوب وجود دارد مربوط به گزارشی است که موسی خورزنی جغرافیدان ارمنی در قرن پنجم میلادی در کتاب خود ارائه کرده‌است. او در شرح ایل‌های امپراطوری ساسانی به رستاق کرج و بابک اشاره کرده و آن‌ها را جزء ایالت اصفهان آورده‌است. شهر کرج در منطقه‌ای قرار داشته‌است که امروزه شهرهای شازند و آستانه قرار دارند بنا به گزارش‌های تاریخی شهر کرج شکل متمرکز نداشته و پراکنده بوده‌است. در دوره اخیر در برخی از منابع از شازند با نام ادریس‌آباد اسم برده شده‌است. با توجه به اینکه نام پدر ابودلف، ادریس بوده‌است، می‌توان نتیجه گرفت که شهر ناپیوسته کرج به صورت روستاهای نزدیک به هم درآمده و نام یکی از این روستاها ادریس‌آباد و محل زندگی ادریس، پدر ابودلف بوده‌است. (این نتیجه‌گیری فاقد منبع تاریخی معتبر می‌باشد. بر اساس مطالعات انجام شده ابودلف و شهر کرج ابودولف متعلق به زمان خلفای اسلامی و هم عصر با آل بویه می‌باشد، در صورتی که نام گذاری روستای ادریس آباد در دوره قاجار است یعنی قریب به هزار سال فاصله زمانی می‌باشد. فلذا چنین نتیجه‌گیری فاقد اعتبار است)

### اقلیم
شازند به لحاظ موقعیت طبیعی خود خوش آب و هواترین شهرهای استان مرکزی است. به‌طوری‌که میانگین دمای آن در تابستان ۲۱ درجه و در بهار ۱۳ درجه است که معتدل‌ترین و خنک‌ترین ناحیه استان در این دو فصل می‌باشد.

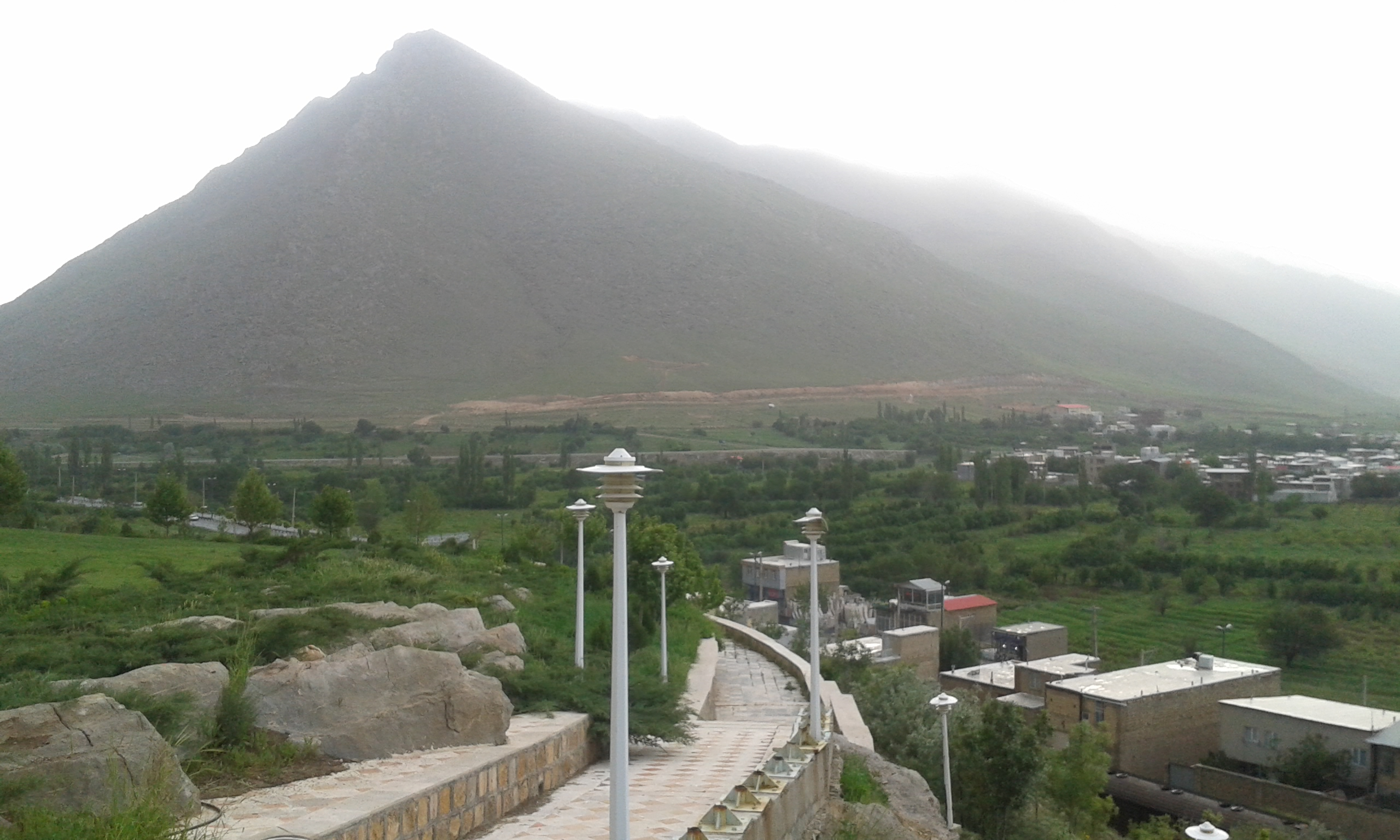
شازند

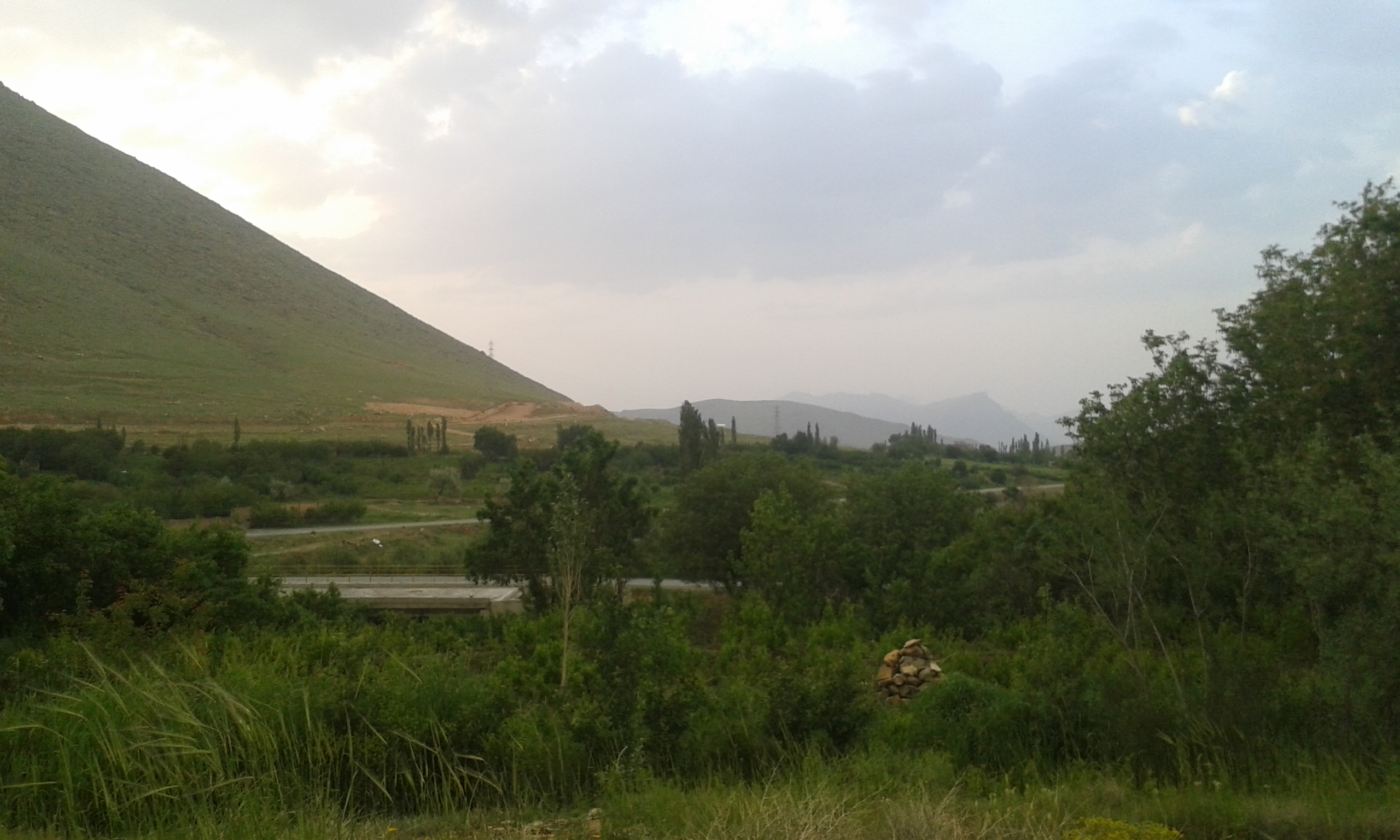
طبیعت شهر شازند

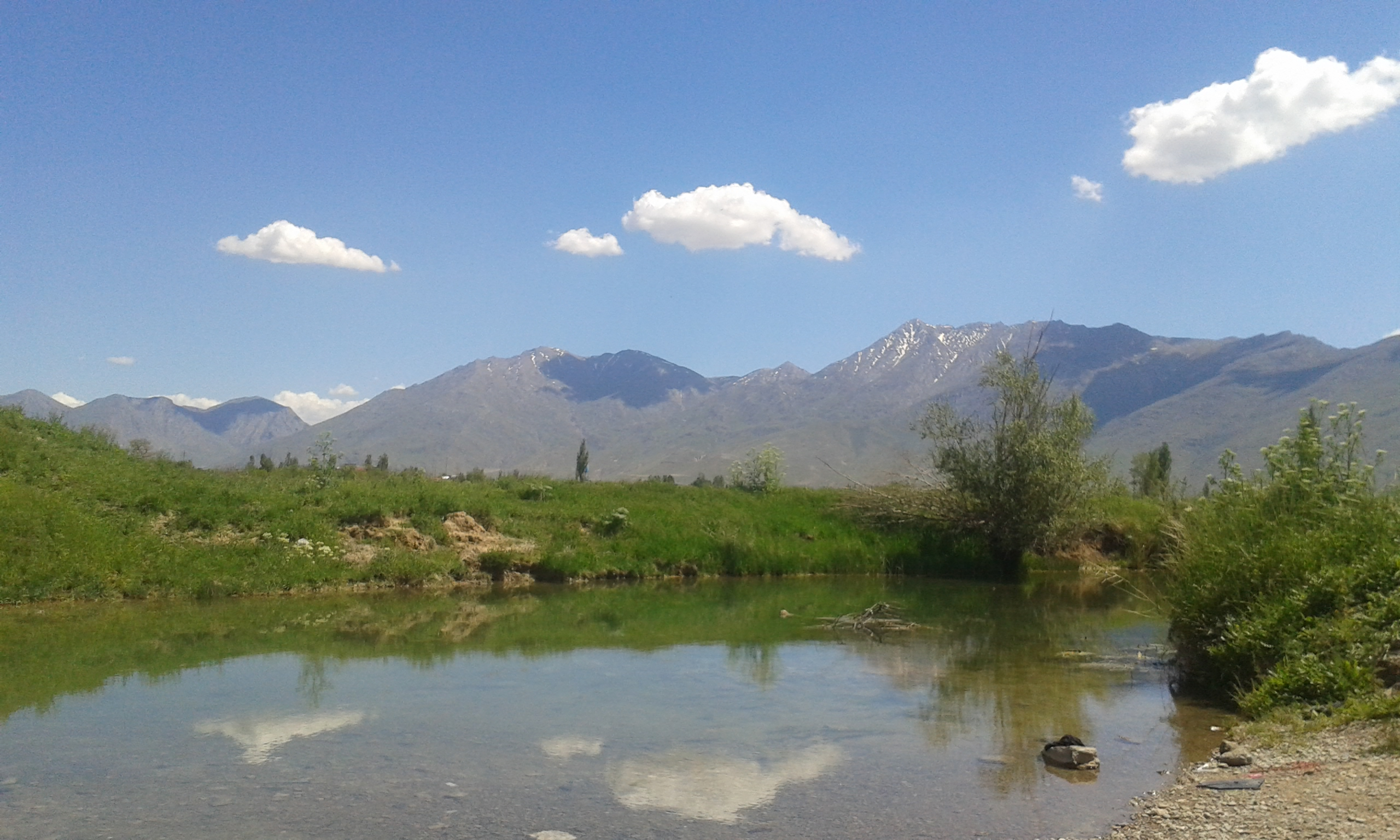
رشته کوه راسوند

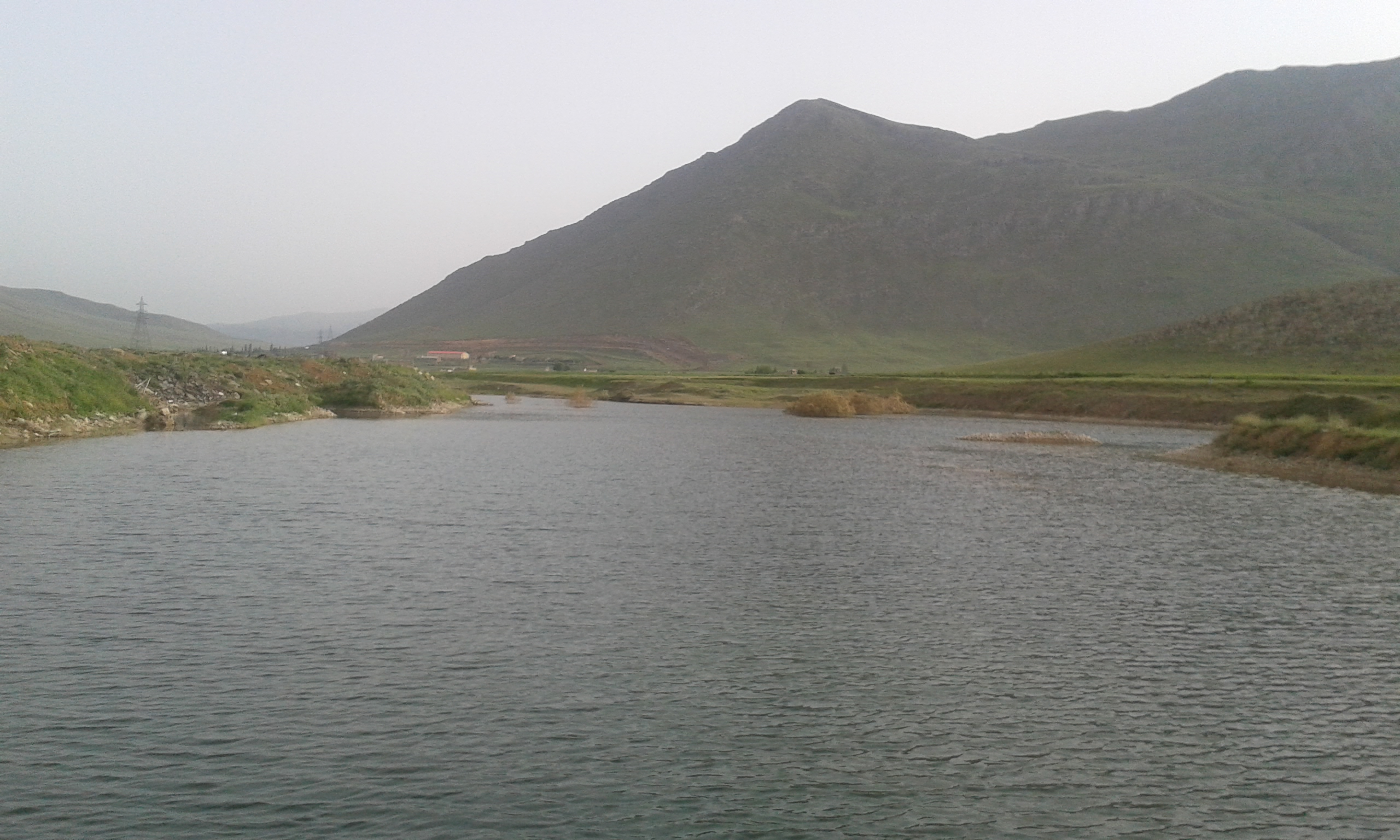
دریاچه کوکبیه

### تقسیمات سیاسی
در اوایل انقلاب به دلیل حساسیت روی کلمه شاه که نام شازند از آن برگرفته شده بود نام شهر به سربند که در حقیقت دهستانی از شهرستان شازند است تغییر یافت، اما بعد از ۲۵ سال دوباره در صحن علنی مجلس و در اعتراض نمایندهٔ وقت شهر به شازند برگردانده شد.

### زمین‌شناسی
بر اساس برگه ۱/۱۰۰۰۰۰ تهیه شده توسط سازمان زمین‌شناسی کشور، شهرستان شازند از غربی‌ترین بخش ساختارهای زمین‌شناسی ایران مرکزی آغاز و با گذر از زون آذرین - دگرگونی سنندج - سیرجان به بخش شرقی زاگرس چین خورده ختم می‌شود.
ساختارهای آهکی و دولومیتی به همراه گرانیت‌ها و گرانودیوریت و پگماتیت و اسکارن و شیست در این شهرستان دیده می‌شود.
از مهم‌ترین معادن موجود در شهرستان شازند علاوه بر معادن سنگ ساختمانی می‌توان به معادن سرب و روی، مس، آهن اشاره کرد.
گسل‌های فعال و مهمی در این ناحیه دیده نمی‌شود و همین موضوع سبب ایجاد یک ساختار زمین‌شناسی امن از لحاظ بدور بودن از وجود زلزله‌های قدرتمند شده‌است.
دشت شازند تشکیل شده از رسوبات کواترنری می‌باشد که به علت وجود ساختارهای آذرین-دگرگونی در بالادست رودخانه‌ها، بسیار غنی از مواد معدنی میاشد و حاصلخیزی بالایی برای کشاورزی دارد.
کوه شهباز با ارتفاع ۳۳۸۸ متر در نزدیکی شهر شازند قرار دارد.

### زمین لرزه
بجز وجود گسل‌های کوچک، تابحال گسل مهم و فعالی در شهرستان شازند مشاهده و ثبت نشده‌است، همین موضوع سبب ایجاد فضایی دور از زلزله‌های قوی شده‌است.
نزدیک‌ترین گسل‌های زلزله خیز در این شهرستان شامل گسل بروجرد و گسل میقان در اراک است که گاهی فعالیت این گسل‌ها سبب ایجاد لرزه در نواحی مرزی شهرستان شازند به خصوص در مجاورت شهرستان بروجرد گردیده‌است.

## جمعیت
بر پایه سرشماری عمومی نفوس و مسکن در سال ۱۳۹۵ جمعیت این شهر ۲۱٬۱۸۱ هزار نفر بوده‌است.در فرهنگ جغرافیایی ایران درباره شازند نوشته است که زبان مردم آن فارسی و مذهبشان شیعه است.

## ساختار شهری

### پارک و فضای سبز
شازند از لحاظ پارک و فضای سبز بسیار غنی می‌باشد و از مهم‌ترین آن‌ها می‌توان به سراب عباس‌آباد که روزانه مردم زیادی از شهرهای همجوار برای سپری کردن اوقاتی خوش به آنجا می ایند. پارکهای دیگری نظیر پارک کارخانه قند و پارک تپه سنگی و پارک کلاوه نیز می‌توان اشاره کرد.

### مناطق تفریحی
سراب عباس‌آباد، سراب بلاغ، پارک تپه سنگی محلهٔ ازنا و پیست اسکی هندودر از گردشگاه‌های شازند هستند. دیگر مناطق دیدنی این شهر را می‌توان بقعه سهل بن علی است که زیارتگاه این منطقه است (این بقعه در شهر آستانه در راستای ۶ کیلومتری این شهر قرار دارد) نام برد.
منطقه نمونه گردشگری عباس‌آباد که در دامنه کوه شهباز قرار دارد و دارای سرچشمه بسیار زیبا و پارک جنگلی و شهر بازی می‌باشد - سفره خانه سنتی و رستوران و کافی شاپ نیز دارد -دارای پارکینگ بزرگ و اختصاصی با نگهبان می‌باشد - از ابتدای بهار تا آبان ماه پذیرای شمار زیادی از گردشگران استان مرکزی و استان‌های همجوار می‌باشد - آب و هوای خنک و درختان بلند و چشم‌انداز کوهستان زیبای شهباز از نقاط برجسته عباس‌آباد شازند می‌باشد
شهر آستانه علوی که در نزدیکی این شهر واقعه شده‌است از بزرگ‌ترین مناطق مذهبی و گردشگری این شهرستان می‌باشد که وجود امامزادگان و مناطق زیبای آن باعث زیبای بیش از حد آن شده‌است.
سد خاکی معدن که به تازگی در سالیان اخیر آبگیری شده هم در نوع خود جالب می‌باشد و افراد زیادی سالیانه به دیدن این سد زیبا می‌روند.

### پیست اسکی بین‌المللی پاکل
در ۳۵ کیلومتری جنوب غربی شازندو در ارتفاع ۲۵۶۰ متر بالاتر از سطح دریا، دامنه‌های شرقی زاگرس این پیست را در دامن خود جای داده‌است. این پیست دارای مسیر اسکی به طول ۶۰۰ متر و طول کلی ۵ کیلومتر و دارای سه دستگاه تله سیژ، رستوران، تجهیزات برف‌روبی و ساختمان اداری است.

## صنعت و اقتصاد
اقتصاد اصلی شهر بر پایه کشاورزی و صنعت می‌باشد. کشاورزی و دام پروری از گذشته تاکنون از مشاغل و تولیدات اصلی این شهر می‌باشد. و تقریباً تمام دشت این شهر در حال کشت می‌باشد. پرورش دام و طیور و زنبور عسل در کنار کشاورزی رونق بسیار خوبی دارد. در سال ۱۳۱۷ شمسی با تأسیس کارخانه قند کشت چغندر و دنبال آن دامپروری رونق بساری یافت و چرخه اقتصادی بسیار مهمی را در شهر شازند و مناطق همجوار ایجاد کرد. پس از انقلاب سال ۱۳۵۷ صنایع نفتی و شیمیایی در این شهر اقتصادی نوین و پویایی را وارد منطقه کردند به طوریکه اکنون شازند یکی از قطب‌های تولید مواد نفتی و شیمیایی می‌باشد.
کارخانه قند شازند که در سال ۱۳۱۷ تأسیس شد، که اولین کارخانه ایجاد شده در استان مرکزی است اما به دلیل مدیریت نامناسب و فرسودگی و عدم بازسازی در ۱۳۸۹ تعطیل شد.